# Pierre Bismuth
Pierre Bismuth (Neuilly-sur-Seine, 6 giugno 1963) è uno sceneggiatore, regista e produttore cinematografico francese.

## Biografia
Nato a Neuilly-sur-Seine, in Francia, nel 1963, inizia i suoi studi artistici negli anni ottanta e nel 1987 dirige a teatro l'Amleto. Nei primi anni del 2000 inizia a lavorare come sceneggiatore e produttore e nel 2005 vince l'miglior sceneggiatura originale per Se mi lasci ti cancello, film del quale scrive la sceneggiatura e gli effetti visivi assieme a Michel Gondry.